# Bundeswahlkreis Cunningham
Koordinaten: 34° 16′ S, 150° 55′ O

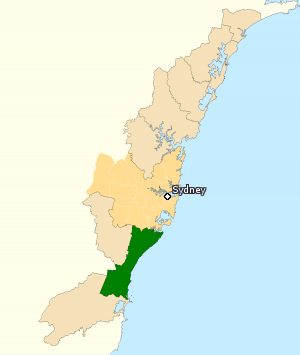
Lage des Wahlkreises im Bundesstaat New South Wales.

Der Bundeswahlkreis Cunningham ist ein Wahlkreis (englisch electoral division) für die Wahl eines Abgeordneten des australischen Repräsentantenhauses. Er liegt zwischen den Städten Sydney und Wollongong im Bundesstaat New South Wales. Der Wahlkreis umfasst sowohl Stadtteile von Sydney (Heathcote, Bundeena) als auch 
Stadtteile von Wollongong (Corrimal, Figtree und Unanderra).
Er wurde nach dem australischen Botaniker und Entdecker Allan Cunningham benannt und 1949 angelegt. Seit 2004 ist Sharon Bird von der Australian Labor Party die amtierende Abgeordnete des Wahlkreises.

## Bisherige Abgeordnete
| Name           | Partei                 | Amtszeiten |
| -------------- | ---------------------- | ---------- |
| Billy Davies   | Australian Labor Party | 1949–1956  |
| Victor Kearney | Australian Labor Party | 1956–1963  |
| Rex Connor     | Australian Labor Party | 1963–1977  |
| Stewart West   | Australian Labor Party | 1977–1993  |
| Stephen Martin | Australian Labor Party | 1993–2002  |
| Michael Organ  | Australian Greens      | 2002–2004  |
| Sharon Bird    | Australian Labor Party | 2004–      |